# Вулси, Роберт Джеймс
Роберт Джеймс Вулси (младший) (англ. R. James Woolsey, Jr., род. 21 сентября 1941) — американский политик, директор Центральной разведки и глава Центрального Разведывательного Управления (1993—1995), бывший председатель Попечительского совета «Freedom House».
В настоящее время попечитель и консультант "Center for Strategic and International Studies" («CSIS»), советник  "Institute for the Analysis of Global Security" ("IAGS").

## Биография
Джеймс Вулси родился в г. Талса, штат Оклахома, США.
В 1963 году окончил Стэнфордский университет со степенью бакалавра, в 1965 году — Оксфордский университет со степенью магистра, в 1968 году — Йельскую школу права (англ.: Yale Law School) со степенью бакалавра юриспруденции.
В 1969 — 1970 годах был советником американской делегации на американо-советских переговорах по ограничению стратегических наступательных вооружений в Хельсинки и Вене.
В 1977 — 1979 годах был заместителем командующего ВМС США.
В 1983 — 1986 годах был представителем США на переговорах в Женеве по сокращению стратегических вооружений, в 1989 — 1991 годах — послом делегации США по ограничению обычных сил и вооружений в Европе.
В 1993 году Билл Клинтон назначил Вулси директором Центральной разведки и главой ЦРУ.
В 1995 году после ареста сотрудника ЦРУ Олдрича Эймса, работавшего на разведку России, Вулси подал в отставку.
Был председателем доверительного совета неправительственной организации Freedom House. Является членом ряда организаций, в частности, Американского комитета за мир в Чечне и Центра стратегических и международных исследований.
В 1999 году совместно с перешедшим на сторону США бывшим майором КГБ В. И. Шеймовым организовал совместную компанию "Invicta Networks", специализирующуюся на технических вопросах безопасности передачи информации.

## Политические выступления
В одном из интервью Вулси сказал, что власть Путина «подходит к тому рубежу, за которым Россию ждёт фашизм»[значимость факта?]. В интервью «Financial Times» Вулси осудил нарушение прав человека в Чеченской республике и ограничение свободы слова в России[значимость факта?].
В июле 2006 года призвал начать бомбардировки Сирии.